# Silesia thuộc Séc
Silesia thuộc Séc (tiếng Séc: České Slezsko) là một trong ba vùng lịch sử của Cộng hòa Séc, cùng với Bohemia và Moravia. Đây là một vùng nhỏ của vùng lịch sử Silesia mà phần lớn lãnh thổ nằm tại Ba Lan.

## Địa Lí và Biên Giới
Silesia ở giữa dãy núi Carpathian và dãy núi Sudetes, bao gồm các khu vực như Moravian-Silesian, Olomouc và Opava. Biên giới của Silesia thường xuyên thay đổi qua các thời kỳ lịch sử do các sự kiện như chiến tranh và hiệp ước quốc tế.

## Dân Số và Ngôn Ngữ
Khu vực này có dân số đa dạng, và người Silesia có thể nói tiếng Séc hoặc tiếng Silesia, một ngôn ngữ địa phương có sự ảnh hưởng từ tiếng Ba Lan và tiếng Đức. Ngôn ngữ Silesia thường được giữ gìn và kỳ vọng có sự nhận thức và bảo vệ tốt hơn.

## Lịch Sử Đa Dạng
Silesia đã là nơi của nhiều dân tộc và cộng đồng khác nhau qua các thời kỳ lịch sử, bao gồm người Séc, người Ba Lan, và người Đức. Sự đa dạng văn hóa này đã tạo nên một di sản lịch sử phong phú và đặc sắc.

## Kinh Tế và Công Nghiệp
Silesia thuộc Cộng hòa Séc là một khu vực có nền kinh tế mạnh mẽ, đặc biệt là trong lĩnh vực công nghiệp và sản xuất. Các thành phố như Ostrava là trung tâm công nghiệp quan trọng, đóng góp đáng kể vào sự phát triển kinh tế của Cộng hòa Séc.

## Du Lịch và Văn Hóa
Silesia có nhiều điểm du lịch và di tích lịch sử, bao gồm các thành phố cổ như Opava và Krnov, cũng như các khu vực nông thôn xinh đẹp. Văn hóa Silesia thường được thể hiện qua các lễ hội, kiến trúc, và nghệ thuật dân gian.